# Polityka demograficzna
Polityka demograficzna (populacyjna, ludnościowa) – wszelkie działania państwa i jego instytucji, mające na celu ukształtowanie takich stosunków ludnościowych, aby osiągnięta została określona liczba oraz struktura ludności. Używając odpowiednich bodźców państwo wpływa zatem m.in. na strukturę ludności według płci lub wieku, na przyrost naturalny bądź na rozmieszczenie terytorialne. Jest to taka polityka, której zadaniem jest wpływanie na zachowania demograficzne ludności danego państwa.

## Polityka społeczno-ekonomiczna
Jest to część działań państwa związanych z polityką demograficzną, które mają na celu zabezpieczenie przed negatywnymi skutkami zmian np. struktury ludności, rozmieszczenia terytorialnego. Główną przyczyną takich działań są nierówności między poszczególnymi częściami danego państwa a celem owej polityki jest eliminowanie najbardziej uciążliwych skutków tych nieregularności. Narzędziami polityki społeczno-ekonomicznej są:
- równomierny rozwój systemu edukacji;
- równomierny rozwój zatrudnienia;
- równomierny rozwój budownictwa mieszkaniowego;
- system sprawiedliwego zabezpieczenia społecznego.

### System edukacji
Zmienność liczebności dzieci w wieku szkolnym zmusza państwa, do przystosowanie systemu edukacyjnego do potrzeb ludności. Państwo musi niwelować negatywne skutki niżów i wyżów demograficznych, ale musi być także przygotowane na nadejście wyżu. Wiąże się to nie tylko z ilością placówek edukacyjnych, ale również na przykład z liczbą uczniów przypadającą na jednego nauczyciela, gdyż zmienność liczebności dzieci powoduje stałe zmiany zapotrzebowania na siłę roboczą w szkolnictwie. Jeżeli weźmiemy natomiast pod uwagę szkolnictwo wyższe, należy rozważyć również kwestię „mody” oraz wymagań rynku pracy. Moda na posiadanie wykształcenia wyższego i rosnące wymagania pracodawców wydają się być największymi motorami rozwoju szkolnictwa wyższego.

### Demografia a rynek pracy
Na rynku pracy największym problemem, a także najważniejszym obszarem zainteresowania polityki demograficznej, jest zmienna liczba ludności w wieku produkcyjnym. Ważne jest również zagadnienie starzejącej się siły roboczej. Działania państwa w zakresie polityki gospodarczej i społecznej mają na celu zapewnienie zrównoważonego rozwoju rynku pracy, tworzenie nowych miejsc pracy oraz zwalczanie bezrobocia.

## Kształtowanie procesów demograficznych
Poprzez kształtowanie procesów demograficznych rozumie się taką politykę, która wpływa na poziom płodności, umieralności oraz migracji społeczeństwa. Są to przede wszystkim: programy planowania rodziny, promocja płodności, system ochrony zdrowia, a także promocja poszczególnych miast i wsi.

### Wpływanie na poziom dzietności
Istnieją dwa kierunki działań mających na celu zmianę poziomu dzietności, a mianowicie: polityka pronatalistyczna oraz polityka antynatalistyczna. Pierwsza ma podnieść, a druga obniżyć poziom dzietności społeczeństwa. Do podstawowych działań promujących rozwój rodziny zalicza się: kredyty niskoprocentowe, pomoc materialna od państwa, ulgi podatkowe, promocja macierzyństwa na rynku pracy i związana z nim długość urlopów macierzyńskich oraz wychowawczych.

### Podnoszenie stanu jakościowego ludności
Celem polityki ludnościowej jest również podnoszenie stanu zdrowia ludności, a także jej stanu bytowego i kulturalnego. Podnoszenie stanu zdrowia ludności związane jest z zorganizowanym systemem placówek leczniczych – przychodni i szpitali. Ważnym elementem jest jednak także podnoszenie świadomości społeczeństw na temat chorób, promocja zdrowego stylu życia, odpowiedniej diety oraz dbałości o środowisko. Stan bytowy społeczeństwa musi być natomiast równoważony przy pomocy państwa, które przez system zabezpieczenia społecznego stara się zapewnić swoim obywatelom chociaż minimalny dochód pozwalający na przeżycie. Podnoszenie stanu kulturowego polega przede wszystkim na promocji szeroko pojętej kultury.

### Wpływanie na ruchy migracyjne
Podstawowym zadaniem państwa w tej dziedzinie jest kontrolowanie strumienie odpływów i przypływów ludności w taki sposób, aby nie dopuścić do zniekształcenia struktury ludności na danym obszarze.